# Морской заповедник
Морской заповедник — часть морской территории, которая законодательным образом защищена от рыбалки или иной экономической деятельности человека с целью охраны морского биоразнообразия, важных экологических процессов и генетических ресурсов как одна из мер по предупреждению ухудшения состояния окружающей среды в морской экосистеме. Понятие «морской заповедник» следует отличать от понятия «морской парк». На сегодняшний день менее чем 1 % площади мирового океана выделен под морские заповедники, при этом все они расположены в относительной близости к суше.
Прообразом морского заповедника может считаться часть современного национального парка Драй-Тортугас: 4 января 1935 года президентом США Франклином Рузвельтом рифы около Форт-Джефферсон были впервые в мире объявлены морской охраняемой территорией. В Европе первый морской заповедник появился в 1963 году в рамках национального парка Пор-Кро у курорта Йер во Франции. Первая международная резолюция по охране морской среды была принята в ходе Первой всемирной конференции по национальном паркам в Сиэтле в 1962 году. 
В начале 1970-х годов Соединённые Штаты взяли на себя инициативу в создании национальных морских заповедников и принятии специального законодательства по этому вопросу; в России в 1978 году был основан Дальневосточный морской заповедник, в Китае с конца 1980-х годов программа создания морских заповедников в течение пяти лет позволила создать семь национальных морских заповедников. 
Крупнейшим морским заповедником в мире является Заповедная территория островов Феникс. Крупные морские заповедники существуют в Австралии, Новой Зеландии, США, Канаде (Национальный морской заповедник), Китае, России (Дальневосточный морской заповедник).